# Abschnittskontrolle

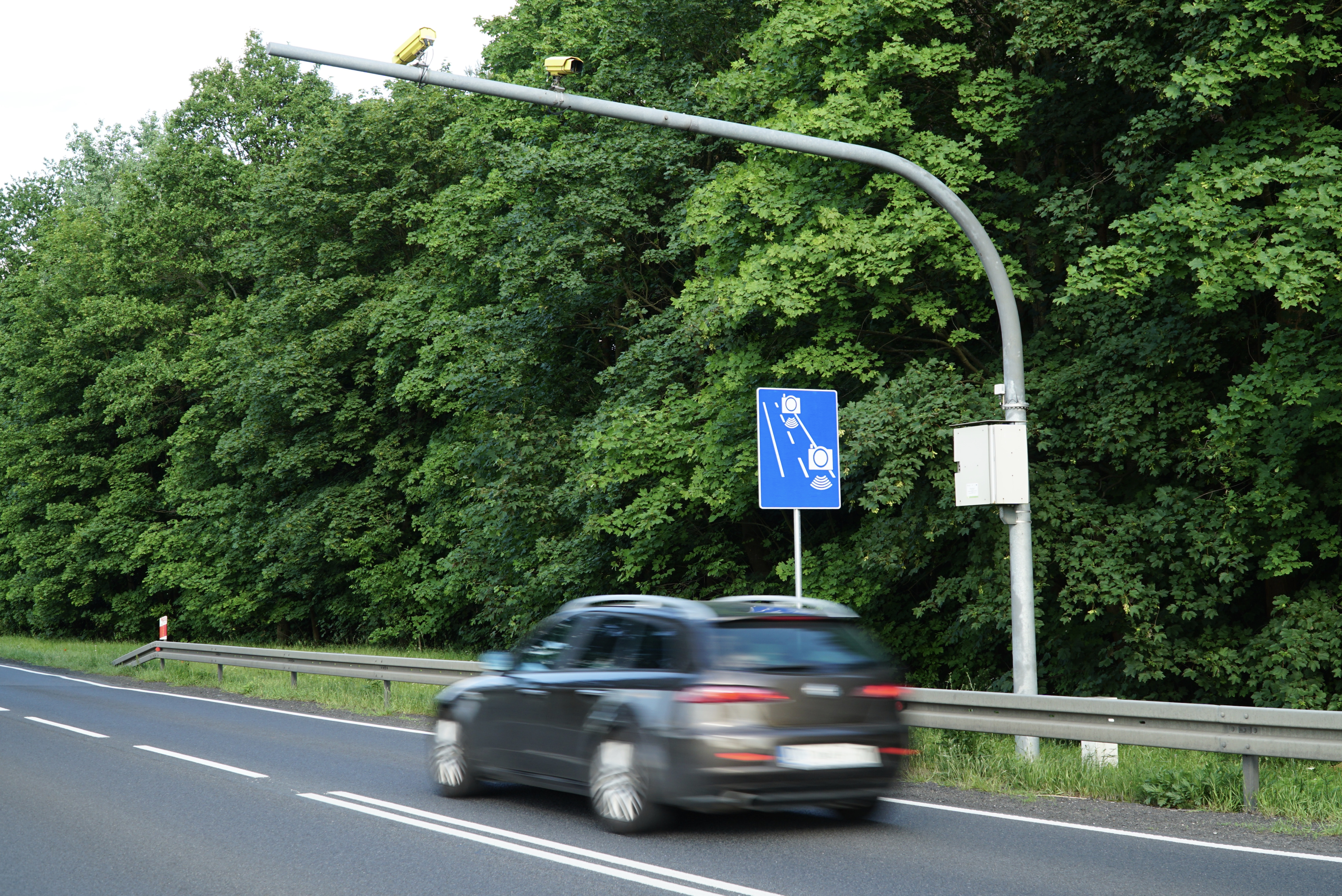
Abschnittskontrollstrecke in Polen

Der Begriff Abschnittskontrolle bezeichnet ein System zur Geschwindigkeitsüberwachung und zur Verhütung der Überschreitung der zulässigen Höchstgeschwindigkeit von Kraftfahrzeugen im öffentlichen Straßenverkehr (Einhaltung eines Tempolimits), bei dem Verwaltungsbehörden und die Polizei Bildaufzeichnungen anfertigen. Im Deutschen wird auch der Scheinanglizismus Section-Control verwendet. In Großbritannien heißt dieses Verfahren amtlich SPECS, Abk. für Speed Check Services; im Alltagsgebrauch wird es average speed check (Messung der Durchschnittsgeschwindigkeit) genannt.
Die Kontrolle geschieht mit Hilfe von zwei Überkopfkontrollpunkten, die mit Kameras ausgestattet sind. Das Fahrzeug wird sowohl beim ersten wie auch beim zweiten Kontrollpunkt fotografiert. Die Identifizierung der Fahrzeuge erfolgt anhand des Kfz-Kennzeichens mittels automatischer Nummernschilderkennung. Aus dem Zeitabstand zwischen den beiden Kontrollpunkten wird die Durchschnittsgeschwindigkeit ermittelt. Liegt diese über der erlaubten Höchstgeschwindigkeit, erfolgt eine automatische Weiterleitung der ermittelten Daten an die Straßenverkehrsbehörde. Aufgrund der langen Messstrecke ist die Messgenauigkeit bei diesem Verfahren sehr hoch.
Da alle Fahrstreifen inklusive des Pannenstreifens überwacht werden, sind Streifenwechsel irrelevant. Das System unterscheidet zwischen PKW, LKW und PKW mit Anhänger und kann somit unterschiedliche erlaubte Höchstgeschwindigkeiten berücksichtigen.

## Deutschland
Polizeiliche gefahrenabwehrende Überwachung des Straßenverkehrs ist ein Eingriff in das Grundrecht auf informationelle Selbstbestimmung aus Art. 2 Abs. 1 in Verbindung mit Art. 1 Abs. 1 GG. Hat diese das Ziel, die Sicherheit im Straßenverkehr durch rechtzeitige Verhinderung von Ordnungswidrigkeiten wie Geschwindigkeitsverstößen zu verhindern, sind gem. Art. 70 GG die einzelnen Bundesländer befugt, entsprechende Ermächtigungsgrundlagen zu schaffen.
Die automatische Kennzeichenerfassung ohne Wissen der betroffenen Person ist seit dem 1. Juli 2021 gem. § 163g StPO für Zwecke der Strafverfolgung zulässig, „wenn zureichende tatsächliche Anhaltspunkte dafür vorliegen, dass eine Straftat von erheblicher Bedeutung begangen worden ist, und die Annahme gerechtfertigt ist, dass diese Maßnahme zur Ermittlung der Identität oder des Aufenthaltsorts des Beschuldigten führen kann.“ Damit wurden spezialgesetzliche Ermittlungsbefugnisse zur automatischen Kennzeichenerfassung im öffentlichen Verkehrsraum insbesondere zu Fahndungszwecken in das Gesetz eingefügt.

### Freistaat Bayern
In Bayern wurde die Polizei im Polizeiaufgabengesetz (PAG) dazu ermächtigt, im Rahmen ihrer Aufgabenwahrnehmung automatisierte Kennzeichenkontrollen durchzuführen. Vorwiegender Einsatzzweck war nach Angaben der Bayerischen Staatsregierung die Schleierfahndung. Eine dagegen erhobene Verfassungsbeschwerde sah das Bundesverfassungsgericht in seiner Entscheidung vom 18. Dezember 2018 als teilweise begründet an. Zum 1. Januar 2020 wurde daraufhin Art. 13 Abs. 1 Nr. 4 PAG angepasst. Danach kann die Polizei die Identität einer Person an einer polizeilichen Kontrollstelle feststellen, die zum Zwecke spezifischer polizeilicher Ermittlungsstrategien der Gefahrenabwehr eingerichtet worden ist.

### Niedersachsen
Am 19. Dezember 2018 wurde in Niedersachsen eine Pilotanlage für Geschwindigkeitsüberwachungen durch Abschnittskontrollen (sogenannte „Section Control“) auf der B6 zwischen Gleidingen und Laatzen in Betrieb genommen. Als Ermächtigungsgrundlage für die Maßnahme der Geschwindigkeitsmessung im Rahmen der Verkehrsüberwachung diente die polizeiliche Generalermächtigung gemäß § 11 Niedersächsisches Gesetz über die öffentliche Sicherheit und Ordnung (Nds. SOG).
Ein Bürger reichte nach der Inbetriebnahme der Anlage Klage vor dem Verwaltungsgericht Hannover ein, der das Gericht mit Urteil vom 12. März 2019 stattgab. Noch am gleichen Tag wurde die Anlage außer Betrieb genommen.
Im Mai 2019 trat das Niedersächsische Polizei- und Ordnungsbehördengesetz (NPOG) in Kraft. § 32 Abs. 6 NPOG war eine spezifische Rechtsgrundlage für die Abschnittskontrolle. Diese spezifische Rechtsgrundlage für den dauerhaften Betrieb der Abschnittskontrolle wurde im weiteren Verlauf vom Niedersächsischen OVG am 14. November 2019 betätigt.
Die niedersächsische Landesregierung kündigte daraufhin die Aktivierung der Anlage für den Folgetag an.
Um eine umfängliche und wissenschaftliche Beurteilung der Wirkung dieser Pilotanlage auf die Verkehrssicherheit zu ermöglichen, war sie für zwölf Monate ununterbrochen in Betrieb: Von November 2019 bis Ende November 2020 wurden mehr als 1750 Geschwindigkeitsüberschreitungen geahndet, rund 15 Prozent davon für mehr als 20 km/h Überschreitung (ca. fünf pro Woche). Von Januar 2021 bis Ende 2023 befand sich die Anlage im Regelbetrieb.
Der Betreiber und Vermieter der Anlage, Jenoptik, gab dies im Januar 2024 bekannt. Als Grund wurde angegeben, die geforderte Verschlüsselung der Daten sei mit der vorhandenen Anlage nicht möglich und ein Update der Anlage sei nicht geplant.
Die Polizei Niedersachsen hatte bereits bis zum Dezember 2020 eine Gesamtsumme von rund 505.000 Euro aufgebracht. Darin waren mehr als 320.000 Euro für Mietkosten enthalten.

### Hessen und Schleswig-Holstein
Mit Urteil des Bundesverfassungsgerichts zur automatisierten Kennzeichenerfassung vom 11. März 2008 waren die polizeirechtlichen Vorschriften in Hessen und Schleswig-Holstein, die zur automatisierten Erfassung der amtlichen Kennzeichen von Kraftfahrzeugen ermächtigen, für mit dem Grundgesetz unvereinbar und nichtig erklärt worden. Die automatisierte, anlasslose und auch verdeckt zulässige Kennzeichenerfassung gem. § 14 Abs. 5 des Hessischen Gesetzes über die öffentliche Sicherheit und Ordnung (HSOG) und § 184 Abs. 5 des Allgemeinen Verwaltungsgesetzes für das Land Schleswig-Holstein (Landesverwaltungsgesetz LVwG) griff in den Schutzbereich des Grundrechts auf informationelle Selbstbestimmung ein, weil die Kennzeichen nicht unverzüglich mit dem Fahndungsbestand abgeglichen und ohne weitere Auswertung sofort wieder gelöscht worden waren.
Seit einer Änderung des Hessischen Gesetzes über die öffentliche Sicherheit und Ordnung zum 11. Juli 2023 erlaubt § 14b HSOG den Ordnungsbehörden und der Polizei, im öffentlichen Verkehrsraum zur Verhütung der Überschreitung der zulässigen Höchstgeschwindigkeit von Kraftfahrzeugen Bildaufzeichnungen offen anzufertigen und damit auf einer festgelegten Wegstrecke die Durchschnittsgeschwindigkeit eines Kraftfahrzeugs zu ermitteln. Diese Vorschrift entspricht § 32 Abs. 6 NPOG.
Gem. § 184 Abs. 2 Satz 2 LVwG ist in Schleswig-Holstein der offene Einsatz technischer Mittel zur Anfertigung von Bildaufnahmen oder Bildaufzeichnungen insbesondere in und an allgemein zugänglichen Flächen und Räumen, die Kriminalitäts- oder Gefahrenschwerpunkte sind, zulässig, soweit Tatsachen die Annahme rechtfertigen, dass Schäden für Leib, Leben oder Freiheit oder gleichgewichtige Schäden für andere Rechtsgüter zu erwarten sind.

### Brandenburg
Nach der Rechtsprechung des LG Frankfurt (Oder) bedarf es zur Durchführung der automatischen Kennzeichenerfassung im Aufzeichnungsmodus repressiv wie präventiv eines formellen Gesetzes.
Ein Gesetzentwurf für ein neues Polizeigesetz sieht in § 31 Abs. 3 BbgPolG-E eine entsprechende Ermächtigungsgrundlage für den Einsatz der Abschnittskontrolle zur Verkehrsüberwachung vor (sog. „Section Control“).
§ 36a BbgPolG erlaubt die anlassbezogene automatische Kennzeichenfahndung im sog. Aufzeichnungsmodus zur Abwehr von Gefahren für hochwertige Rechtsgüter durch noch laufende Straftatenserien wie beispielsweise im Autotransporter-Fall.

### Sachsen-Anhalt
§ 16a des Gesetzes über die öffentliche Sicherheit und Ordnung des Landes Sachsen-Anhalt (SOG LSA) erlaubt die Datenerhebung durch abschnittsbezogene Geschwindigkeitskontrolle. Die Polizei kann im öffentlichen Verkehrsraum zur Verhütung der Überschreitung der zulässigen Höchstgeschwindigkeit Kraftfahrzeugkennzeichen, das Kraftfahrzeug und seine Fahrtrichtung sowie Zeit und Ort, nicht jedoch von den Insassen Bildaufzeichnungen anfertigen und damit auf einer festgelegten Wegstrecke die Durchschnittsgeschwindigkeit eines Kraftfahrzeugs ermitteln (abschnittsbezogene Geschwindigkeitskontrolle). Bei Kraftfahrzeugen, bei denen nach Feststellung der Durchschnittsgeschwindigkeit keine Überschreitung der zulässigen Höchstgeschwindigkeit vorliegt, sind die erhobenen Daten sofort automatisch zu löschen.

## Österreich

### Geschichte

Das Hinweisschild am Anfang einer Abschnittskontrollstrecke

Seit dem 1. September 2003 ist ein solches System auf der österreichischen Donauuferautobahn (A 22) in Wien im Einsatz. Im Februar 2005 meldete der Kurier, dass sich die Abschnittskontrollen in diesem Bereich durch die Strafen bereits selbst finanziert haben. 2012 sah der Betreiber der Abschnittskontrollen, die ASFINAG, den Erfolg dadurch bestätigt, dass seit dem Installieren der Anlage die Zahl der Unfälle und Unfallverletzten um 50 bzw. 60 Prozent abgenommen hat, sowie kein tödlicher Unfall mehr in diesem Bereich geschehen ist.
Auf dem Streckenabschnitt am Wechselabschnitt der Südautobahn (A2) gilt bei Regen und Schnee in Richtung Wien eine Höchstgeschwindigkeit von 80 km/h und die dort installierte Anlage kann auch die Wetterverhältnisse überwachen sowie selbsttätig darauf reagieren.
Im Februar 2005 wurde auf der Westautobahn (A1) zwischen Haid und Sattledt in einem 18 km langen Baustellenabschnitt erstmals temporär eine mobile Abschnittskontrolle installiert, die seitdem bei anderen Baustellen eingesetzt wird.
Am 10. Oktober 2011 wurde am Plabutschtunnel bei Graz an der Pyhrn Autobahn A9 eine Abschnittskontrolle installiert, bei der mithilfe von Frontfotos auch ausländische Kraftfahrer erfasst werden.
Seit Ende Juni 2012 wird erstmals auf einer Landesstraße die Section Control eingesetzt, und zwar im Bereich des Gföhler Bergs der Kremser Straße (B 37).

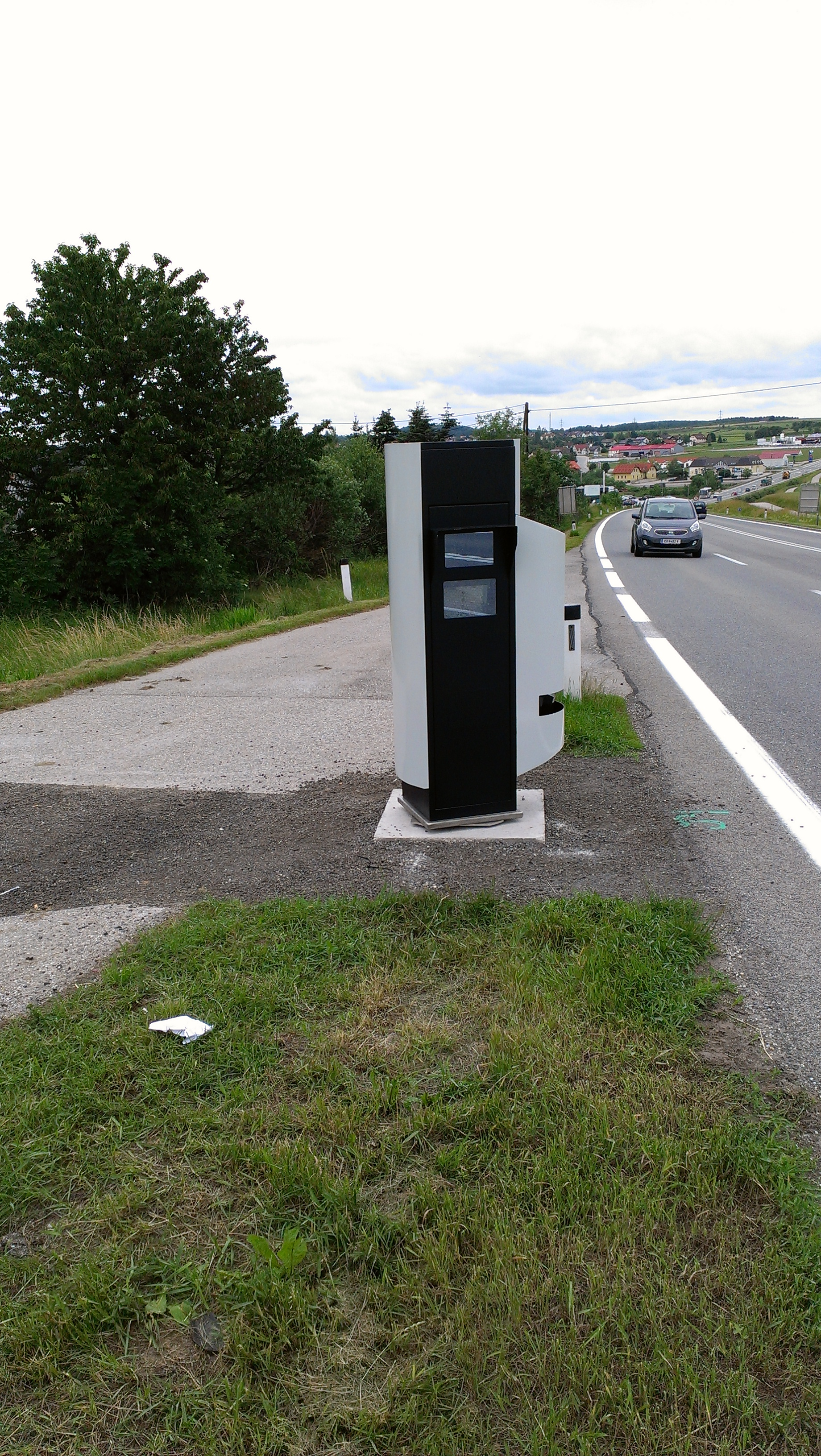
Section-Control auf der B 37 bei Gföhl

### Probleme
Anfangs gab es noch rechtliche Probleme bei den Anzeigen zwischen ASFINAG und Polizei, da die genauen Zeitpunkte der angeordneten Tempoänderung nicht genau dokumentiert waren und es deshalb zu Einsprüchen kam. Diese wurden aber nach Klärung zugestellt und waren damit rechtswirksam.
Verwirrung herrschte anfangs auch bei vielen Autofahrern, weil sie die Mautportale der LKW-Maut für Messstellen der Abschnittskontrolle hielten.

### VfGH-Erkenntnis
Nach einer Beschwerde eines Wiener Bürgers wegen Bedenken aus Datenschutzgründen beim Verfassungsgerichtshof stellte das Höchstgericht am 15. Juni 2007 in einem Erkenntnis die Unzulässigkeit der bis dato durchgeführten Überwachung aufgrund § 100 Abs. 5b StVO 1960 idF BGBl I 80/2002 fest. Der Verfassungsgerichtshof wertete die elektronische Geschwindigkeitsmessung auch jener Autofahrer, die nicht zu schnell unterwegs sind, als rechtswidrig, da es dafür keine ausreichende Grundlage durch Verordnungen oder Gesetze gibt. Diese wurden aber inzwischen durch entsprechende Verordnungen neu geregelt, die Abschnittskontrollen auf bestimmten Messstrecken der A 22 (Donauufer Autobahn) und der Süd Autobahn (A 2) wieder eingesetzt.

### Standorte
| Land               | Straße                     | Bezeichnung               | Abschnitt        | Geschwindigkeit | Fahrt- richtung | Verordnung            | Anmerkung                                                   |
| ------------------ | -------------------------- | ------------------------- | ---------------- | --------------- | --------------- | --------------------- | ----------------------------------------------------------- |
| Niederösterreich   | A 2 Süd Autobahn           | Wechselabschnitt 2015     | km 73,0 – 67,0   |                 | Wien            | BGBl. II Nr. 307/2015 |                                                             |
| Kärnten            | A 2 Süd Autobahn           | Ehrentalerbergtunnel 2013 | km 317,1 – 320,6 | 100 km/h        | beide           | BGBl. II Nr. 339/2013 |                                                             |
| Oberösterreich     | A 7 Mühlkreis Autobahn     | Hummelhof 2014            | km 4,5 – 7,0     | 60–80 km/h      | beide           | BGBl. II Nr. 287/2014 | inklusive Rampen der Anschlussstellen                       |
| Steiermark         | A 9 Pyhrn Autobahn         | Plabutschtunnel           | km 174,6 – 184,9 | 100 km/h        | beide           | BGBl. II Nr. 321/2011 |                                                             |
| Wien               | A 22 Donauufer Autobahn    | Kaisermühlentunnel        | km 1,4 – 3,7     | 80 km/h         | beide           | BGBl. II Nr. 168/2007 |                                                             |
| Salzburg           | B 311 Pinzgauer Straße     | Schönbergtunnel           | km 12,3 – 15,2   | 80 km/h         | beide           |                       |                                                             |
| Salzburg           | B 311 Pinzgauer Straße     | Schmittentunnel           | km 44,5 – 49,7   | 80 km/h         | beide           |                       |                                                             |
| Niederösterreich   | B 37 Kremser Straße        | Gföhler Berg              | km 13,0 – 17,5   | 100 km/h        | beide           |                       | erste Anlage auf einer Landesstraße                         |
| Tirol / Vorarlberg | S 16 Arlberg Schnellstraße | Arlbergtunnel             | km 23,8 – 34,1   | 80 km/h         | beide           |                       | Wurde aufgrund von gefährlichen Überholmanövern eingeführt. |

Des Weiteren sind bei Baustellen auf Autobahnen und Schnellstraßen 14 mobile Anlagen im Einsatz.

## Schweiz
In der Schweiz wurde die erste Abschnittkontrolle im Januar 2011 nach einer 3-monatigen Testphase auf der A2 im Arisdorftunnel auf einer rund 1,5 Kilometer langen Strecke im Kanton Basel-Landschaft in Betrieb genommen.

## Weitere europäische Länder

### Großbritannien
In Großbritannien werden viele Geschwindigkeitsmessungen auch über eine Abschnittskontrolle bewerkstelligt. Sie wird SPECS genannt, nach dem Hersteller Speed Check Services Limited. Im Gegensatz zu anderen Ländern wird allerdings auf die Geschwindigkeitsmessung durch normale Straßenbeschilderung hingewiesen.
Die SPECS-Kameras sind fast alle bekannt, werden auch auf offiziellen Webseiten genannt und auf Karten genau aufgezeigt. Meistens stehen die Kameras in der Mitte der Straße auf Verkehrsinseln und werden von einem blau lackierten Mast über den jeweiligen Fahrstreifen gehalten. Die Kameras selbst sind gelb lackiert und haben rechts und links Infrarotemitter. Nur sehr selten sind die Kameras nicht gelb lackiert.

### Italien
Das in Italien verwendete System wird „Safety Tutor“ oder kurz „Tutor“ genannt und ist in seiner Funktion dem österreichischen System sehr ähnlich. Hinweisschilder kennzeichnen die überwachten Abschnitte.

### Niederlande
Auch in den Niederlanden wird eine Art Abschnittskontrolle betrieben, die Trajectcontrole (Streckenkontrolle). Sie fotografiert jedes Fahrzeug mit einem Infrarotblitz von hinten. Angebracht sind die Fotoeinheiten auf der Rückseite beleuchteter Tempolimitanzeigen.
Trajectcontroles stehen auf der A12 bei Arnheim (zwischen Velperbroek und Kreuz Waterberg, beide Richtungen, 100 km/h), auf der A12 bei Utrecht (beide Richtungen, 100 km/h, Nebenfahrbahnen 80 km/h), auf der A12 Utrecht Richtung Den Haag (120 km/h, nur in Richtung Den Haag/Rotterdam), auf der A4 zwischen Hoofddorp und Nieuw Vennep (130 km/h zwischen 19 und 6 Uhr, 100 km/h zwischen 6 und 19 Uhr), auf der A4 in beiden Richtungen zwischen Zoeterwoude und Leidschendam (130 km/h zwischen 19 und 6 Uhr, 100 km/h zwischen 6 und 19 Uhr) und der A10 West bei Ring Amsterdam (100 km/h), auf der A20 Rotterdam zwischen Terbregseplein und Kleinpolderplein (80–100 km/h), auf der N919 bei Veenhuizen (80 km/h) und auf der Zeelandbrug (80 km/h).

### Polen
In Polen befinden sich insgesamt 30 Abschnittskontrollen auf Autobahnen oder anderen Straßen. Das System kommt auch im innerstädtischen Verkehr zum Einsatz, wo es Blitzer ersetzen soll.
Dazu wurde im Juni 2011 eine Verordnung zur Änderung des Gesetzes über den Straßenverkehr im Ministerium für Infrastruktur vorgestellt und am 1. Juli beschlossen. Die Verordnung erlaubt das Aufstellen zweier Überkopfkontrollpunkte, die mit Kameras ausgestattet sind und das Fahrzeug fotografieren sowie die Messung der durchschnittlichen Geschwindigkeit. Die Lokalisierung dieser Kontrollpunkte soll durch eine vorangegangene Analyse der Sicherheit auf diesem Abschnitt beschlossen werden. Zusätzlich werden die Merkmale der Straße, das durchschnittliche Verkehrsaufkommen, Sichtverhältnisse auf der Straße und das Vorhandensein von öffentlichen Einrichtungen wie Schulen oder Gebetsstätten berücksichtigt werden. Zusätzlich wurde festgelegt, dass der zu kontrollierende Straßenabschnitt eine Länge ab 10 km innerhalb und bis zu 20 km außerhalb geschlossener Ortschaften haben muss. Fahrzeuge werden nicht automatisch registriert, wenn die Grenzwerte mit bis zu 10 km/h überschritten werden.
Vom 22. bis zum 30. Juni wurde das System der Abschnittskontrolle erstmals auf der Autobahn A1 auf dem 16 km langen Abschnitt zwischen den Anschlussstellen Swarożyn und Pelplin getestet. Dieses Teilstück hat eine erhöhte Unfallrate vorzuweisen. Die entsprechenden Stellen mit den Überkopfkontrollpunkten wurden mit Schildern gekennzeichnet. Es wurden insgesamt 28 Fahrer registriert, die mit einer Höchstgeschwindigkeit von über 200 km/h gefahren waren.